# Henryk Heliński
Henryk Heliński (ur. 6 października 1932 w Mysłowicach, zm. 2006) – polski hutnik, poseł na Sejm PRL V kadencji.

## Życiorys
Uzyskał wykształcenie średnie, z zawodu technik hutnik. Pracował na stanowisku mistrz utrzymania ruchu w hucie „Baildon” w Katowicach. W 1969 uzyskał mandat posła na Sejm PRL w okręgu Katowice z ramienia Polskiej Zjednoczonej Partii Robotniczej. Zasiadał w Komisji Przemysłu Ciężkiego, Chemicznego i Górnictwa.